# Pacoti
Pacoti är en kommun i Brasilien.   Den ligger i delstaten Ceará, i den östra delen av landet, 1 600 km nordost om huvudstaden Brasília. Antalet invånare är 11 607. Arean är 112 kvadratkilometer.
Terrängen i Pacoti är kuperad.
Omgivningarna runt Pacoti är en mosaik av jordbruksmark och naturlig växtlighet. Runt Pacoti är det ganska glesbefolkat, med 42 invånare per kvadratkilometer.